# Marčana
Marčana je općina u zapadnoj Hrvatskoj. Nalazi se u Istarskoj županiji.

## Općinska naselja
U sastavu općine su 22 naselja (stanje 2006.), to su: Belavići, Bratulići, Cokuni, Divšići, Filipana, Hreljići, Kavran, Krnica, Kujići, Loborika, Mali Vareški, Marčana, Mutvoran, Orbanići, Pavićini, Peruški, Pinezići, Prodol, Rakalj, Šarići, Šegotići i Veliki Vareški.

## Stanovništvo
Općina Marčana ima 3903 stanovnika (popis 2001.).
| broj stanovnika | 3076  | 3785  | 4086  | 4504  | 4608  | 5257  | 5400  | 6075  | 5898  | 5517  | 5053  | 4340  | 3962  | 3729  | 3903  | 4253  | 4250  |
|                 | 1857. | 1869. | 1880. | 1890. | 1900. | 1910. | 1921. | 1931. | 1948. | 1953. | 1961. | 1971. | 1981. | 1991. | 2001. | 2011. | 2021. |

| broj stanovnika | 587   | 722   | 817   | 930   | 988   | 1064  | 1183  | 1295  | 1255  | 1246  | 1201  | 1094  | 1036  | 1006  | 1015  | 1070  | 1099  |
|                 | 1857. | 1869. | 1880. | 1890. | 1900. | 1910. | 1921. | 1931. | 1948. | 1953. | 1961. | 1971. | 1981. | 1991. | 2001. | 2011. | 2021. |

## Povijest

### Prapovijesno doba
U davna prapovijesna vremena dok Marčana kao naselje nije postojala, u njezinoj neposrednoj blizini odvijao se život. U dobro zaštićenim pećinama, unutar prirodnih šupljina, čovjek je imao svoje prve nastambe. Jedna od takvih je i vrtača u blizini Ljubićeve stancije čiji južni dio prelazi u spilju. Lokalno stanovništvo spilju naziva „Pećina“. Unutar spilje pronađeno je mnogo ulomaka keramike, kostiju i kamenih artefakta. Proučavanjem keramike konstatirano je da su u pećini obitavali ljudi već u eneolitu (2000. – 1800. g. pr. Kr.), prijelaznom razdoblju iz kamenog u metalno doba. Ostaci keramike govore nam da se život na ovom prostoru odvijao kroz brončano doba (1. i 2. tisućljeće pr. Kr.).

### Rimsko doba
Nakon što su Rimljani pokorili Histre 177. g. pr. Kr. i nakon iscrpljujućih borbi osvojili Nezakcij, uveli su novu podjelu osovojenog zemljišta na centurije. Ime Marčana potječe upravo iz rimskog razdoblja. Naselje je dobilo ime po rimskog zaseoku Marciana (sors Marciana) koje je pripadalo obitelji Marcia. S obzirom na topnom, pretpostavlja se da je na području današnjeg naselja postojala rimska vila čiji ostaci nisu ostali sačuvani. 
Kameni artefakti koji su pronađeni u Marčani upućuju na to da su se ovdje uzdizale ville rusticae, seoska imanja s raskošnom kamenom građevinskom dekoracijom. Prostrano obradivo zemljište pridonijelo je gustom naseljavanju okolice Marčane o čemu nam svjedoči još nekoliko lokaliteta s ostacima rimskih vila u blizini Pinezića. Dva lokaliteta nalaze se južno od Pinezića na lokalitetu Kazali i Bolovan (Škaronje), a jedan u blizini loke Fioran, Gromača. Krupni ulomci keramike (keramičke pločice, amfore, tegule) navode nas na pretpostavku da je i ovdje postojala villa rustica.
Stanovništvo je u rimsko doba sakupljalo kišnicu u cisternama, a ostaci jedne takve pronađeni su na području zvanom Paužinka, 1 km jugoistočno od naselja. Cisterna kao jedini ostatak nekadašnje vile nije bila velikih dimenzija (185-160-80 cm).
U Marčani je pronađen i rimski novac, brončani AS. Na aversu je još jasno vidljiv lik cara i natpis Hadrianus. Na reversu se samo naziru dvije figure od kojih je jedna stojeća (lik cara) i jedna klečeća s krunom u obliku gradskih zidina. Novac je mogao biti iskovan u vremenu kada je vladao car Hadrijan, a to je između 117. – 138. g.

### Srednji vijek
Prvo pisano spominjanje Marčane potječe iz 1243. godine u dokumentu kojim mnogi uglednici, a među njima i dva predstavnika Puli podređenog sela Marčane, Andreas i Ioannes de Marzana, prisežu vjernosti Mletačkoj Republici. Selo Marčana u srednjem vijeku nesumnjivo je dijelilo sudbinu južnoistarskog prostora u kojemu se u 13., 14., 15., i u prvoj polovici 16. st. zbivaju kataklizmatičke nedaće (ratna razaranja, kužne epidemije, napuštanje nezaštićenih ruralnih naselja, ugroženost gradskih središta).
U 16. st., nakon strahovite kuge koja je 1527. g. opustošila Pulu i njezino područje, uslijedilo je nekoliko pokušaja kolonizacije Marčane: naseljavanje grčkih obitelji i naseljavanje glavne privredne grana, a valja pretpostaviti da je i obrt bio razvijen premda se u arhivskim vrelima o tome nisu sačuvali podaci.
Povijest srednjovijekovnog naselja usko je vezana za obližnji Mutvoran. Do 1853. g. Marčana je bila u sastavu mutvoranske župe, a od tada u sastavu mutvoranske kapelanije te je tek 1912. g. postala samostalna župa.

### Novi vijek
Što se tiče etničke strukture stanovništva Marčane, u prvoj polovici 17. stoljeća bilo je 55,5% hrvatskih i 44,4% talijanskih prezimena.
Marčana je do sloma Mletačke Republike 1797. g. dijelila sudbinu ostalih manjih i većih mjesta uz jugozapadnu obalu Istre: epidemije, upadi Turaka, mletačko izrabljivanje u vidu raznih davanja za popravak crkve, održavanje zidina, plaćanje glavarine... Pored Marčane nalazi se kamenolom iz kojeg se oduvijek vadio kamen izvrsne kvalitete i od kojeg su izgrađene mnoge poznate europske građevine.
1797. g. mletačke posjede u Istri Napoleon Bonaparte ustupa Austriji, no već 1805. g. Istra potpada pod upravu Kraljevine Italije. 1814. g. ove prostore ponovno zauzima Austrija i tako će ostati sve do početka Prvog svjetskog rata.

### 20. stoljeće
Za vrijeme trajanje Prvog svjetskog rata mnogi su u Istri došli u sukob s vlašću te su dekretom austrougarske vlasti gotovo svi stanovnici s pulskog područja, a tako i Marčanci, poslani u izgnanstvo. Većina Marčanaca izbjegla je u Moravsku. Nakon završetka rata 1918. godine mnoge su se obitelji vratile u opljačkane domove i na neobrađenu zemlju. U međuratnom razdoblju čitava se Istra nalazila u sastavu Kraljevine Italije. Bilo je to vrlo teško vrijeme za stanovnike istarskog sela, pa tako i Marčane. Radilo se na obnovi zemlje, domova, gospodarstva, uz učestali psihološki i fizički teror fašističkih vlasti. Za vrijeme trajanja Drugog svjetskog rata Marčanci su aktivno sudjelovali u narodnooslobodilačkom otporu, kako za vrijeme Italije, tako i za vrijeme njemačke okupacije. Nakon kapitulacije Italije 8. rujna 1943. g. te kraja rata 1945. g. Istra je pripala Hrvatskoj i Sloveniji, tada dijelom Jugoslavije.

## Gospodarstvo
U Marčani ljudi imaju oranice te na njima uzgajaju žitarice, povrće i voće većinom za svoje potrebe. 

## Poznate osobe
- Miro Blažina-Pikutar, hrv. izrađivač nar. glazbala
- Ante Ciliga, (Šegotići, 1898. - Zagreb, 1992.) - hrvatski političar i filozof
- Mijo Mirković (Mate Balota), (Rakalj, 1898. – 1963.) - hrvatski književnik i ekonomist
- Eduard Čalić, hrvatski povjesničar i publicist
- Ive Siljan, hrvatski književnik

## Spomenici i znamenitosti
U Marčani se nalaze tri spomen-ploče. Jedna od tih ploča napisana je povodom desete godišnjice smrti borcima protiv fašizma koji su streljani u Vodnjanu. Mještani tu spomen-ploču nazivaju još i "Tri brista", pošto su pored te spomen-ploče zasađena i tri stabla, brista, u spomen Dragutinu Siljanu, Jerolimu Radoloviću i Antonu Depratu.

## Obrazovanje
U Općini Marčana se nalaze tri osnovne škole - OŠ Marčana te osnovne škole u Krnici i Divšićima.

## Šport
- nogometni klub Marčana
- odbojkaški klub Marčana
- muški odbojkaški klub Marčana

## Vanjske poveznice
- Službene stranice Općine Marčana
- marcana.info - Sve o Marčani i okolici